# Mettur
Mettur (o Metturdam) è una suddivisione dell'India, classificata come municipality, di 53.790 abitanti, situata nel distretto di Salem, nello stato federato del Tamil Nadu. In base al numero di abitanti la città rientra nella classe II (da 50.000 a 99.999 persone).

## Geografia fisica
La città è situata a 11° 47' 59 N e 77° 47' 54 E.

## Società

### Evoluzione demografica
Al censimento del 2001 la popolazione di Mettur assommava a 53.790 persone, delle quali 27.190 maschi e 26.600 femmine. I bambini di età inferiore o uguale ai sei anni assommavano a 5.119, dei quali 2.668 maschi e 2.451 femmine. Infine, coloro che erano in grado di saper almeno leggere e scrivere erano 39.314, dei quali 21.772 maschi e 17.542 femmine.